# 歴史隆々
『歴史隆々』（れきしりゅうりゅう）は、本丸浩紀によって開発された、Windows向けの歴史シミュレーションゲーム（架空戦史観戦ソフト）。

## 解説
本作は、架空の大陸を生成し、そこに存在する国家が大陸の覇権をめぐって戦いを繰り広げるのを観戦するゲームである。
プレイヤーはゲームの流れに直接介入することはできないが、「天命の人」と呼ばれる名前や能力を自由に設定した人物を一人だけ登場させることができる。123個ある大陸上の都市はすべてピンで表され、そのピンの色と大きさで都市の支配者と経済規模がわかるようになっている。
また、一般的な歴史シミュレーションゲームとは異なり、大陸全土が一つの国家によって統一されてもゲーム終了にはならず、帝位争いや大反乱などで帝国が衰退し、再び大陸が乱世に突入していく様子を観察できる。
シナリオは6万通り用意されており、初期配置の武将以外で義勇軍や地方司令官として途中から登場する武将はすべてランダムのため、何度プレイしても完全に同じ展開になることはない。「天命の人」を含むそれぞれの武将には子孫も生まれ、家名が引き継がれていく。さらに、歴史年表や個人の経歴、家系図が作成される。戦闘が始まると画面は戦闘画面に切り替わり、武将たちがドットで表される軍勢を率いて戦う模様を見ることができる。
歴史隆々の内部データはほとんどテキストデータでできているため、改変が容易であり、係数調整機能と併用すればさまざまな世界観が再現できるので、
それを利用して作られた有志によるセーブデータやシナリオデータも存在し、エディタも公開されている。

## フリーウェア版とシェアウェア版
歴史隆々には無料のフリーウェア版と有料のシェアウェア版があり、フリーウェア版はシェアウェア版よりもバージョンが1つ古い。シェアウェア版には派閥システムや戦闘の簡易表示機能が搭載されており、料金を支払わなくてもゲーム内の時間で1年間の体験プレイが可能である。

## 紹介記事
- 窓の杜-架空の世界の戦いを眺めながら歴史をシミュレートするソフト「歴史隆々」（旧バージョンがフリー化される以前の記事）